# Teucholabis (Teucholabis) thurmani
Teucholabis (Teucholabis) thurmani is een tweevleugelige uit de familie steltmuggen (Limoniidae). De soort komt voor in het Oriëntaals gebied.